# Khartaphu
Khartaphu (també Kardapu) és una muntanya de la Mahalangur Himal, una secció de l'Himàlaia, que es troba a la capçalera de la vall de Kharta, al Tibet i a tan sols 7 km al nord-est de l'Everest. Amb 7.213 msnm és la 102a muntanya més alta de la Terra.
Al Khartaphu hi destaca un important cim secundari, el Khartaphu Ost, també anomenat Xiangdong, 28° 4′ N, 86° 57′ E / 28.067°N,86.950°E que es troba 2,6 km a l'oest del cim principal, s'eleva fins als 7.018 msnm i té una prominència de 158 metres.
La primera ascensió es va produir el 18 de juliol de 1935 per Eric Shipton, Edwin Kempson i Charles Warren, membre de l'expedició britànica de reconeixement del Mont Everest.